# Marcão (calciatore 1973)
Marcos Antonio Aparecido Cipriano, noto come Marcão (Andirá, 17 aprile 1973), è un ex calciatore brasiliano, di ruolo attaccante.

## Caratteristiche tecniche
Era un attaccante forte fisicamente e concreto nel suo modo di giocare, cercando spesso il gol.

## Carriera
Iniziò la sua carriera nel 1990 nella Juventus di San Paolo del Brasile. La stagione successiva passò al Matsubara di Paranà dove realizzò 8 gol in 15 partite del campionato statale.
Nel 1992 si trasferì agli uruguaiani del Montevideo Wanderers dove disputò due campionati di Primera División. Nella stagione 1993 segnò 9 gol.
Nel 1993 tornò in patria prima allo Sport di Recife, poi all'Araçatuba prima di espatriare nuovamente, in Messico, al Toluca.
Nel 1994 si riaccasò al Matsubara, in Série C, e a novembre prima fece un provino e poi ottenne l'ingaggio da parte degli italiani del Torino, che lo presero in prestito.
Con i granata esordì in Serie A l'11 dicembre 1994 in Torino-Bari (2-0), subentrando al 90' ad Andrea Silenzi.
A fine stagione, dopo 4 presenze senza reti, fece nuovamente ritorno in patria al Mogi Mirim, dove restò tre stagioni e mezza vincendo la Série A2 del campionato dello stato di San Paolo. Dal 1999 al 2000 giocò nel Mirassol.
Nel 2000 fu ingaggiato dallo Spartak Mosca, con cui disputò due stagioni vincendo due titoli nazionali e due Coppe dei Campioni della CSI, partecipando inoltre anche a una Champions League, nella quale segnò 4 reti, di cui una in pallonetto.
Nel 2001-2002 approdò in Germania, al St. Pauli, giocando una Bundesliga e una Zweite Liga, la seconda divisione tedesca.
Nel 2004 fece di nuovo ritorno in Brasile, prima al Bahia e poi al Guarani.
Nel 2005-2006 tornò in Europa nel campionato svizzero con la maglia dell'Yverdon.
Chiuse la carriera vestendo le maglie di Nacional-PR (Rolândia) (con cui vinse un campionato statale di seconda divisione nel 2008) e Portuguesa.

## Statistiche

### Presenze e reti nei club
| Stagione             | Squadra              | Campionato           | Campionato | Campionato | Coppe nazionali | Coppe nazionali | Coppe nazionali | Coppe continentali | Coppe continentali | Coppe continentali | Altre competizioni | Altre competizioni | Altre competizioni | Totale | Totale |
| Stagione             | Squadra              | Comp                 | Pres       | Reti       | Comp            | Pres            | Reti            | Comp               | Pres               | Reti               | Comp               | Pres               | Reti               | Pres   | Reti   |
| -------------------- | -------------------- | -------------------- | ---------- | ---------- | --------------- | --------------- | --------------- | ------------------ | ------------------ | ------------------ | ------------------ | ------------------ | ------------------ | ------ | ------ |
| nov. 1994-1995       | Torino               | A                    | 4          | 0          | CI              | -               | -               |                    |                    |                    |                    |                    |                    | 4      | 0      |
| ago. 2000            | Spartak Mosca        | TD                   | 7          | 1          | CR              | X               | X               | UCL                | 11                 | 4                  | CSI                | X                  | X                  | X      | X      |
| 2001                 | Spartak Mosca        | TD                   | 17         | 6          | CR              | X               | X               |                    |                    |                    | CSI                | X                  | X                  | X      | X      |
| Totale Spartak Mosca | Totale Spartak Mosca | Totale Spartak Mosca | 24         | 7          |                 | X               | X               |                    | 11                 | 4                  |                    |                    |                    | X      | X      |
| 2001-2002            | St. Pauli            | BL                   | 19         | 2          | CG              | -               | -               |                    |                    |                    |                    |                    |                    | 19     | 2      |
| 2002-2003            | St. Pauli            | ZL                   | 5          | 0          | CG              | -               | -               |                    |                    |                    |                    |                    |                    | 5      | 0      |
| Totale St. Pauli     | Totale St. Pauli     | Totale St. Pauli     | 24         | 2          |                 | -               | -               |                    |                    |                    |                    |                    |                    | 24     | 2      |
| gen.-giu. 2006       | Yverdon              | SL                   | 17         | 1          | CS              | -               | -               |                    |                    |                    |                    |                    |                    | 17     | 1      |

## Palmarès
- Campionato di calcio russo: 2

Spartak Mosca: 2000 e 2001
- Coppa dei Campioni della CSI: 2

Spartak Mosca: 2000 e 2001
- Campeonato Paulista Série A2: 1

Mogi Mirim: 1995
- Campeonato Paranaense de Futebol - Segunda Divisão: 1

Nacional-PR (Rolândia): 2008